# Números prometidos
En teoría de números, dos números prometidos o números casi amigos son un par de números enteros positivos tales que la suma de los divisores de cualquiera de ellos es uno más que el valor del otro número. En otras palabras, (m, n) son un par de números prometidos si s(m) = n + 1 y s(n) = m + 1, donde s(n) y s(m) son las sumas alícuotas de n y de m: una condición equivalente es que σ(m) = σ(n) = m + n + 1, donde σ denota la función divisor.
Los primeros pares de números prometidos (sucesión A005276 en OEIS) son: (48, 75), (140, 195), (1050, 1925), (1575, 1648), (2024, 2295), (5775, 6128).
Todos los pares conocidos de números prometidos tienen paridad opuesta. Cualquier par de la misma paridad debe exceder 1010.

## Números cuasi-sociables
Los números cuasi-sociables o números sociables reducidos son números cuyas sumas alícuotas menos uno forman una secuencia cíclica que comienza y termina con el mismo número. Son generalizaciones de los conceptos de números prometidos y número cuasiperfecto. Las primeras secuencias cuasi-sociables, o cadenas cuasi-sociables, fueron descubiertas por Mitchell Dickerman en 1997:
- 1215571544 = 2^3*11*13813313
- 1270824975 = 3^2*5^2*7*19*42467
- 1467511664 = 2^4*19*599*8059
- 1530808335 = 3^3*5*7*1619903
- 1579407344 = 2^4*31^2*59*1741
- 1638031815 = 3^4*5*7*521*1109
- 1727239544 = 2^3*2671*80833
- 1512587175 = 3*5^2*11*1833439